# Josef Adolf
Josef Adolf (ur. 14 maja 1898 w miejscowości Velká Úpa, zm. 30 listopada 1951 w Viechtach) – czechosłowacki narciarz klasyczny, srebrny medalista mistrzostw świata w kombinacji norweskiej.

## Kariera
Uczestniczył w zawodach w latach 20 XX wieku. Największy sukces swojej kariery osiągnął w 1925 roku, kiedy podczas mistrzostw świata w Jańskich Łaźniach zdobył srebrny medal w kombinacji. Wyprzedził go tylko inny reprezentant Czechosłowacji Otakar Německý, a trzecie miejsce przypadło Xaverowi Affentrangerowi ze Szwajcarii. Na tych samych mistrzostwach wystartował także w biegach narciarskich. W biegu na 18 km był czwarty, przegrywając walkę o brązowy medal ze swym rodakiem Josefem Erlebachem, czwarty był także na dystansie 50 km, na którym w walce o brązowy medal pokonał go Antonín Ettrich.
Rok wcześniej brał udział w igrzyskach olimpijskich w Chamonix, gdzie w kombinacji zajął szóste miejsce, uzyskując piąty czas na trasie biegu i 18. miejsce w skokach. Wynik Adolfa był najlepszy spośród reprezentantów Czechosłowacji w kombinacji norweskiej.

## Osiągnięcia w kombinacji

### Igrzyska olimpijskie
| Miejsce | Dzień    | Rok  | Miejscowość | Konkurencja   | Wynik zwycięzcy | Strata     | Zwycięzca     |
| ------- | -------- | ---- | ----------- | ------------- | --------------- | ---------- | ------------- |
| 6.      | 4 lutego | 1924 | Chamonix    | Indywidualnie | 18,906 pkt      | -5,135 pkt | Thorleif Haug |

### Mistrzostwa świata
| Miejsce | Dzień     | Rok  | Miejscowość    | Konkurencja   | Wynik zwycięzcy | Strata     | Zwycięzca      |
| ------- | --------- | ---- | -------------- | ------------- | --------------- | ---------- | -------------- |
| 2.      | 12 lutego | 1925 | Jańskie Łaźnie | Indywidualnie | 35,816 pkt      | -2,942 pkt | Otakar Německý |

## Osiągnięcia w biegach

### Mistrzostwa świata
| Miejsce | Dzień     | Rok  | Miejscowość    | Konkurencja          | Wynik zwycięzcy | Strata | Zwycięzca       |
| ------- | --------- | ---- | -------------- | -------------------- | --------------- | ------ | --------------- |
| 4.      | 12 lutego | 1925 | Jańskie Łaźnie | 18 stylem klasycznym | 1:43:38         | ?      | Otakar Německý  |
| 4.      | 14 lutego | 1925 | Jańskie Łaźnie | 50 stylem klasycznym | 5:09:56         | ?      | František Donth |